# Barbara Blomberg
Barbara Blomberg (Ratisbona, 1527 – Ambrosero, 18 dicembre 1597) è stata amante di Carlo V e madre di Don Giovanni d'Austria.

## Biografia
Era la figlia maggiore di Wolfgang Blomberg, maestro sellaio, e di sua moglie, Sibylle Lohman. Nell'estate 1546, Carlo V soggiornò a Ratisbona durante una dieta dell'impero. Durante il suo soggiorno si accorse di Barbara, che all'epoca aveva 19 anni, e si innamorò perdutamente di lei. Vissero una storia d'amore appassionata, seppur di breve durata.
Il 24 febbraio 1547 nacque Don Giovanni d'Austria. Tre anni dopo, Barbara sposò un funzionario imperiale di nome Hieronymus Pyramus Kegel, che accettò la responsabilità della paternità, dando il proprio nome al bambino. La famiglia si stabilì nel 1551 a Bruxelles, presso la Corte di Maria d'Ungheria, dove Kegel ricoprì la carica di amministrazione militare. La coppia ebbe altri tre figli. In séguito Giovanni venne separato da sua madre e portato alla corte di Madrid.
Nel 1558 Carlo V morì. Nel 1569 anche Kegel morì, lasciando la sua famiglia in una situazione finanziaria precaria. Su intercessione del duca d'Alba, il re Filippo II (che era il fratellastro di Giovanni) si impegnò ad assegnare una pensione confortevole a Barbara e ai suoi figli, garantendo loro una posizione d'onore nella società. In cambio, chiese a Barbara di accettare di ritirarsi in un convento in Spagna. I conventi erano in quel momento, a causa del loro isolamento dal mondo esterno, il luogo ideale di soggiorno per giovani madri della buona società che avevano avuto relazioni extra-coniugali che, per la morale dell'epoca, era sconveniente ricordare. Ma Barbara, amante del divertimento, non volle inizialmente accettare. Occorse l'intervento del figlio Giovanni per farle cessare questa vita esuberante. Dopo questo incontro col figlio, il 3 maggio 1577 da Laredo Barbara partì per un convento in Castiglia, a circa 70 km a sud di Valladolid.
Dopo la morte di Giovanni, Filippo II le concesse il permesso di scegliere liberamente il luogo di residenza. Barbara si stabilì in primo luogo nella città di Colindres, poi nel 1584 si trasferì a Ambrosero.

## Morte
Morì il 18 dicembre 1597, all'età di 70 anni. Fu sepolta nella chiesa del monastero di San Sebastian Montehano a Santoña.